# Palazzo Argentina
Palazzo Argentina è un edificio storico di Milano situato in corso Buenos Aires al civico 36.

## Storia
L'edificio fu costruito dal 1947 al 1949 su progetto di Piero Bottoni e Guglielmo Ulrich.